# Никлас, Вильгельм
Вильге́льм Ни́клас (нем. Wilhelm Niklas; 24 сентября 1887, Траунштайн — 12 апреля 1957, Мюнхен) — немецкий политик, член ХСС. Министр продовольствия и сельского хозяйства ФРГ в 1951—1953 годах.

## Биография
Вильгельм Никлас родился в семье учителя реальной школы, является младшим братом химика Ганса Никласа. По окончании школы в 1906 году Вильгельм решил изучать юриспруденцию и государственные науки, но затем перевёлся на факультет ветеринарии и сельского хозяйства в Мюнхенской высшей технической школе в Вайенштефане. В 1910 году сдал экзамен на ветеринара. В 1911—1913 годах работал научным ассистентом медицинской клиники и на отделении животноводства и Мюнхенской высшей ветеринарной школы. В 1912 году выдержал экзамен для поступления на государственную службу в Баварии. В 1913 году защитил докторскую диссертацию в Мюнхенской высшей технической школе. Работал ветеринарным инспектором, занимал различные должности в министерствах и ведомствах. В 1925 году был назначен руководителем отдела в баварском министерстве сельского хозяйства. В 1935 году Никлас был отправлен в отставку за отказ вступить в НСДАП. До конца войны Никлас работал в сельском хозяйстве. В 1945 году вступил в ХСС. После войны был назначен заместителем начальника земельного ведомства Баварии по вопросам продовольствия, в 1946 году — статс-секретарём баварского министерства продовольствия и сельского хозяйства. В 1947—1955 годах преподавал на ветеринарном факультете Мюнхенского университета. В 1949—1953 годах входил в состав правления ХСС. В 1951 году стал депутатом бундестага в результате довыборов, сложил свои полномочия депутата в 1953 году.
20 сентября 1949 года Вильгельм Никлас вошёл в состав первого правительства Конрада Аденауэра в качестве федерального министра продовольствия, сельского и лесного хозяйства. Этот пост в 1969—1982 годах занимал его зять Йозеф Эртль.
Вильгельм Никлас умер в мюнхенской больнице от последствий перелома шейного позвонка в результате автомобильной аварии в Австрии.